# Motol

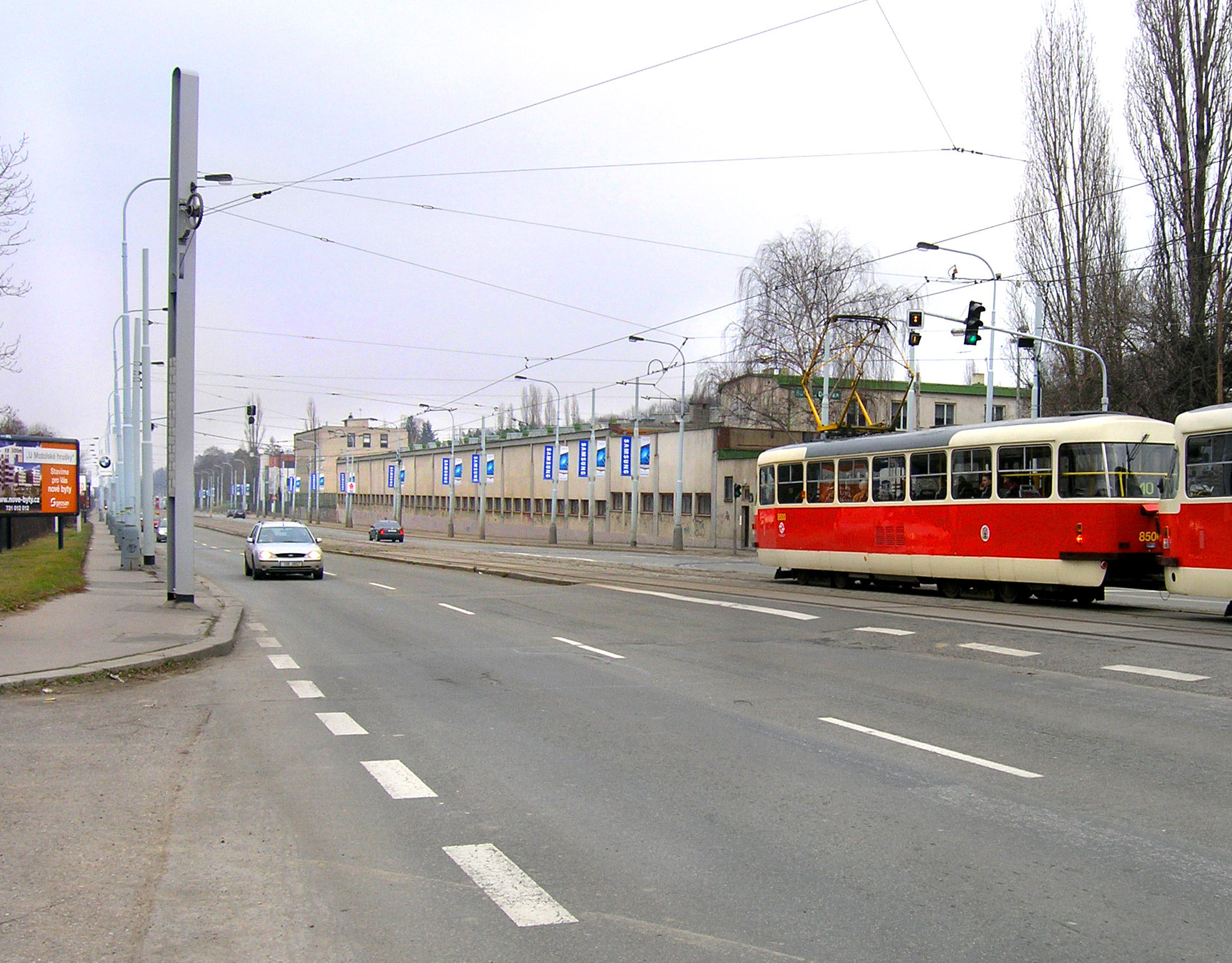
Een tram in Motol.

Motol is een wijk van de Tsjechische hoofdstad Praag. Tot het jaar 1922 was het een zelfstandige gemeente, vanaf dat jaar behoort het tot de gemeente Praag. Nu is de wijk onderdeel van het gemeentelijk district Praag 5 en heeft het 3.927 inwoners (2006).
De 2e medische faculteit van de Karelsuniversiteit Praag is gevestigd in Motol.